# Concile d'Elvire
Le concile ou synode d’Elvire ou encore d’Eliberis ou Illiberis est le plus ancien synode chrétien dont les canons nous sont parvenus. Il s'est tenu à Eliberis, Elvira, aujourd'hui Alarife, un quartier de Grenade en Espagne. La date d'ouverture de ce synode a été discutée, mais il est communément admis qu'il s'est ouvert le 15 mai 305 ou 306, après la fin de la persécution de Dioclétien. Il traite de la vie interne de l'Église (comportement des chrétiens, célibat des clercs, pénitence, attitude face au paganisme, etc.).

## Description
Le concile réunit 19 évêques, 27 prêtres, des diacres et des laïcs venus de toute l'Espagne : Gallaecia (Dèce de Legio), Tarraconaise (Valère de Caesaraugusta, Janvier de Fibularia), Lusitanie (Libère de Emerita, Vincente de Ossobona Quintilien de Elbona), Carthaginoise (Melantius de Toletum, Secundinus de Castulo, Pardo de Mentesa, Felix de Acci, Eulicianus de Basti, Succesus de Eliocroca, Cantonius de Ursi) et Bétique (Ossius de Cordoba, Sabinus de Hispalis, Camerinus de Tucci, Sinagius de Ipagrum, Flavien de Iliberis, Patricius de Malaca). 
Le concile aurait approuvé 81 canons. Les plus anciennes mentions de ces canons se trouvent dans les collections canoniques du XIe siècle et XIIe siècle : Décret de Burchard de Worms, avec dix canons dits d’Elvire, la Tripartite d’Yves de Chartres avec seize canons et le Décret de Gratien où se trouvent onze canons.
Il décrète l’abstinence sexuelle des prêtres. Il proscrit les mariages avec des non-chrétiens et condamne l’étroite fréquentation des Juifs. Les femmes chrétiennes n’ont pas le droit d’épouser des Juifs, à moins qu’ils ne se soient convertis. Les Juifs n’ont pas le droit d’accueillir à leur table des chrétiens, qu’ils soient laïcs ou prêtres, ne peuvent pas avoir d’épouses chrétiennes, ni bénir les champs des chrétiens.
Par son canon 54, le concile décréta l'excommunication des femmes se faisant avorter.
Le concile aborde pour la première fois, en son canon 62, la question des « histrions, pantomimes et cochers du cirque ». Ceux qui désiraient embrasser la foi chrétienne devaient auparavant renoncer à leur profession, ce qui aboutit à l'affaire de l'excommunication des acteurs. Mais le concile d’Elvire est un concile provincial, dont les décisions n’avaient qu’une portée géographique limitée.